# Rhynchospora ierensis
Rhynchospora ierensis är en halvgräsart som beskrevs av Charles Dennis Adams. Rhynchospora ierensis ingår i släktet småag, och familjen halvgräs. Inga underarter finns listade i Catalogue of Life.